# Wellington Classic 1990 - Doppio femminile
Il doppio femminile  del torneo di tennis Wellington Classic 1990, facente parte del WTA Tour 1990, ha avuto come vincitrici Natalija Medvedjeva e Leila Meskhi che hanno battuto in finale Michelle Jaggard e Julie Richardson con il punteggio di 6–3, 2–6, 6–4.

## Teste di serie
1. Natalija Medvedjeva /  Leila Meskhi (campionesse)
2. Belinda Cordwell /  Louise Field (semifinali)

1. Carin Bakkum /  Simone Schilder (primo turno)
2. Michelle Jaggard /  Julie Richardson (finale)

## Tabellone

### Legenda
| - Q = Qualificato - WC = Wild card - LL = Lucky loser | - ALT = Alternate - SE = Special Exempt - PR = Protected Ranking | - w/o = Walkover - r = Ritirato - d = Squalificato |